# Догриб (мова)
Догриб — мова, якою розмовляють індіанці тлічо (англійська версія догриб), які проживають у Північно-Західних територіях Канади. Догриб — одна з офіційних мов Північно-Західних територій. Мова атабасканської групи мовної сім'ї на-дене. Виходячи з даних статистичної служби Канади носіїв мови в 2016 році було 1650 осіб. Бейчоко (Північно-західні території) — найбільший центр носіїв мови.
Абетка на латинській основі: ʔ, a, b, ch, ch', d, dl, dz, e, g, gh, gw, h, i, j, k, k', kw, kw', l, ł, m, mb, n, nd, o, r, s, sh, t, t', tł, tł', ts, ts', w, wh, x, y, z, zh. Назалізація голосних позначається седилем під літерою (ą ę į ǫ), а низький тон — гравісом над нею (à è ì ò).